# Малинівська сільська рада (Новоселицький район)
Мали́нівська сільська́ ра́да —колишня  адміністративно-територіальна одиниця та орган місцевого самоврядування в Новоселицькому районі Чернівецької області. Адміністративний центр — село Малинівка.

## Загальні відомості
- Населення ради: 1 527 осіб (станом на 2001 рік)

## Населені пункти
Сільській раді підпорядковані населені пункти:
- с. Малинівка

## Склад ради
Рада складалася з 18 депутатів та голови.
- Голова ради: Мудряк Олександр Іванович
- Секретар ради: Георгіца Альона Сергіївна

### Керівний склад попередніх скликань
| Прізвище, ім'я, по батькові | Основні відомості                                                          | Дата обрання | Дата звільнення |
| --------------------------- | -------------------------------------------------------------------------- | ------------ | --------------- |
| Романел Іван Кирилович      | Сільський голова, 1947 року народження, член Соціалістичної партії України | 26.03.2006   | 28.12.2008      |
| Мудряк Олександр Іванович   | Сільський голова, 1956 року народження, освіта вища, безпартійний          | 03.05.2009   | 31.10.2010      |
| Мудряк Олександр Іванович   | Сільський голова, 1956 року народження, освіта вища, безпартійний          | 31.10.2010   |                 |

Примітка: таблиця складена за даними сайту Верховної Ради України

### Депутати
За результатами місцевих виборів 2010 року депутатами ради стали:

#### За суб'єктами висування
| Суб'єкт висування | Кількість обраних депутатів | %   |
| ----------------- | --------------------------- | --- |
| Самовисування     | 18                          | 100 |

#### За округами
| № округу | Прізвище, ім'я, по батькові   | Дата визнання обраним | Освіта             | Партійна приналежність | Відомості про обраного депутата            |
| -------- | ----------------------------- | --------------------- | ------------------ | ---------------------- | ------------------------------------------ |
| 1        | Георгіца Альона Сергіївна     | 05.11.2010            | вища               | позапартійна           | Малинівська загальноосвітня школа, вчитель |
| 2        | Чебан Борис Порфирович        | 05.11.2010            | середня            | позапартійний          | тимчасово не працює                        |
| 3        | Динту Аурел Георгійович       | 05.11.2010            | вища               | позапартійний          | пенсіонер                                  |
| 4        | Спрід Флоря Георгійович       | 05.11.2010            | середня            | позапартійний          | тимчасово не працює                        |
| 5        | Мудряк Микола Іванович        | 05.11.2010            | середня            | позапартійний          | тимчасово не працює                        |
| 6        | Лисенко Віталій Анатолійович  | 05.11.2010            | середня спеціальна | позапартійний          | тимчасово не працює                        |
| 7        | Георгіца Василь Іванович      | 05.11.2010            | середня            | позапартійний          | тимчасово не працює                        |
| 8        | Бернік Діну Лазорович         | 05.11.2010            | вища               | позапартійний          | Малинівська загальноосвітня школа, вчитель |
| 9        | Якубович Вадим Васильович     | 05.11.2010            | середня            | позапартійний          | тимчасово не працює                        |
| 10       | Бернік Юрій Лазарович         | 05.11.2010            | середня            | позапартійний          | пенсіонер                                  |
| 11       | Карунту Аркадій Порфирович    | 05.11.2010            | середня спеціальна | позапартійний          | ОВС України, ЗНДАІ                         |
| 12       | Георгіца Калин Сергійович     | 05.11.2010            | середня            | позапартійний          | тимчасово не працює                        |
| 13       | Винту Едуард Аурелович        | 05.11.2010            | середня            | позапартійний          | тимчасово не працює                        |
| 14       | Бродеску Ілля Іванович        | 05.11.2010            | середня            | позапартійний          | пенсіонер                                  |
| 15       | Якубович Сергій Володимирович | 05.11.2010            | середня            | позапартійний          | тимчасово не працює                        |
| 16       | Руссу Ігор Святославович      | 05.11.2010            | вища               | позапартійний          | тимчасово не працює                        |
| 17       | Сандуляк В'ячеслав Михайлович | 05.11.2010            | вища               | позапартійний          | тимчасово не працює                        |
| 18       | Динту Василь Деомидович       | 05.11.2010            | середня            | позапартійний          | тимчасово не працює                        |